# Wilhelm van der Haagen
Oskar Wilhelm van der Haagen, född 12 juli 1901 i Stockholm, död 23 november 1987 i Stockholm, var en svensk fotbollsmålvakt som spelade för AIK i Allsvenskan.
van der Haagen moderklubb var Norrmalms IF och 1925 gick han till AIK. van der Haagen gjorde allsvensk debut den 13 september 1925 i en 1–0-vinst över IFK Eskilstuna. Han spelade åtta allsvenska matcher under säsongen 1925/1926 och spelade bland annat två matcher två dagar i rad i maj 1926. Efter säsongen följde van der Haagen med AIK på en turné till Norge, där han spelade fyra matcher.
Utöver fotbollskarriären jobbade van der Haagen som typograf på Saxon & Lindströms förlag.